# 布利德恰
50°50′13″N 29°47′57″E / 50.83694°N 29.79917°E
布利德恰（烏克蘭語：Блідча）是位於烏克蘭北部的村莊，由基輔州维什霍罗德区的伊萬基夫市鎮負責管轄。該村始建於1700年，面積3平方公里，海拔高度119米，2001年人口683，人口密度每平方公里227.7人。